# Mohammed Khadda
Mohammed Khadda, né le 14 mars 1930 à Mostaganem et mort le 4 mai 1991  à Alger, est un peintre, sculpteur et graveur algérien. Il est considéré comme l'un des « fondateurs » de la peinture algérienne contemporaine et l'un des principaux représentants des « peintres du signe ».

## Biographie

### 1930-1953 - Mostaganem
Bendehiba Khadda, père du peintre, né en 1912 dans la commune de La Mina (wilaya de Tiaret), était arrivé encore jeune à Mostaganem, déjà atteint comme des dizaines de milliers d'Algériens à l'époque, de trachome. Garçon-cocher sur la diligence Mostaganem-Tiaret, poseur de rails, docker, il était, totalement aveugle, devenu garçon d'écurie. Selon lui « Benkhedda », simplifié par l'état civil français dans sa transcription, correspondait au nom de la tribu à laquelle appartenait la famille, de son vrai nom « Ladjel ». Nebia El Ghali, mère du peintre, était née vers 1911 à Zemmora (wilaya de Relizane). Un colon ayant acheté vers 1920 le territoire ancestral, sa famille avait été massacrée par la tribu s'éprouvant spoliée, qui avait été ensuite décimée par l'armée. Le grand-père et le grand-oncle du peintre, emprisonnés à Berrouaghia et libérés vers 1942, mourront peu de temps après. Quand les parents du peintre se marient en 1929, sa mère elle aussi est aveugle.

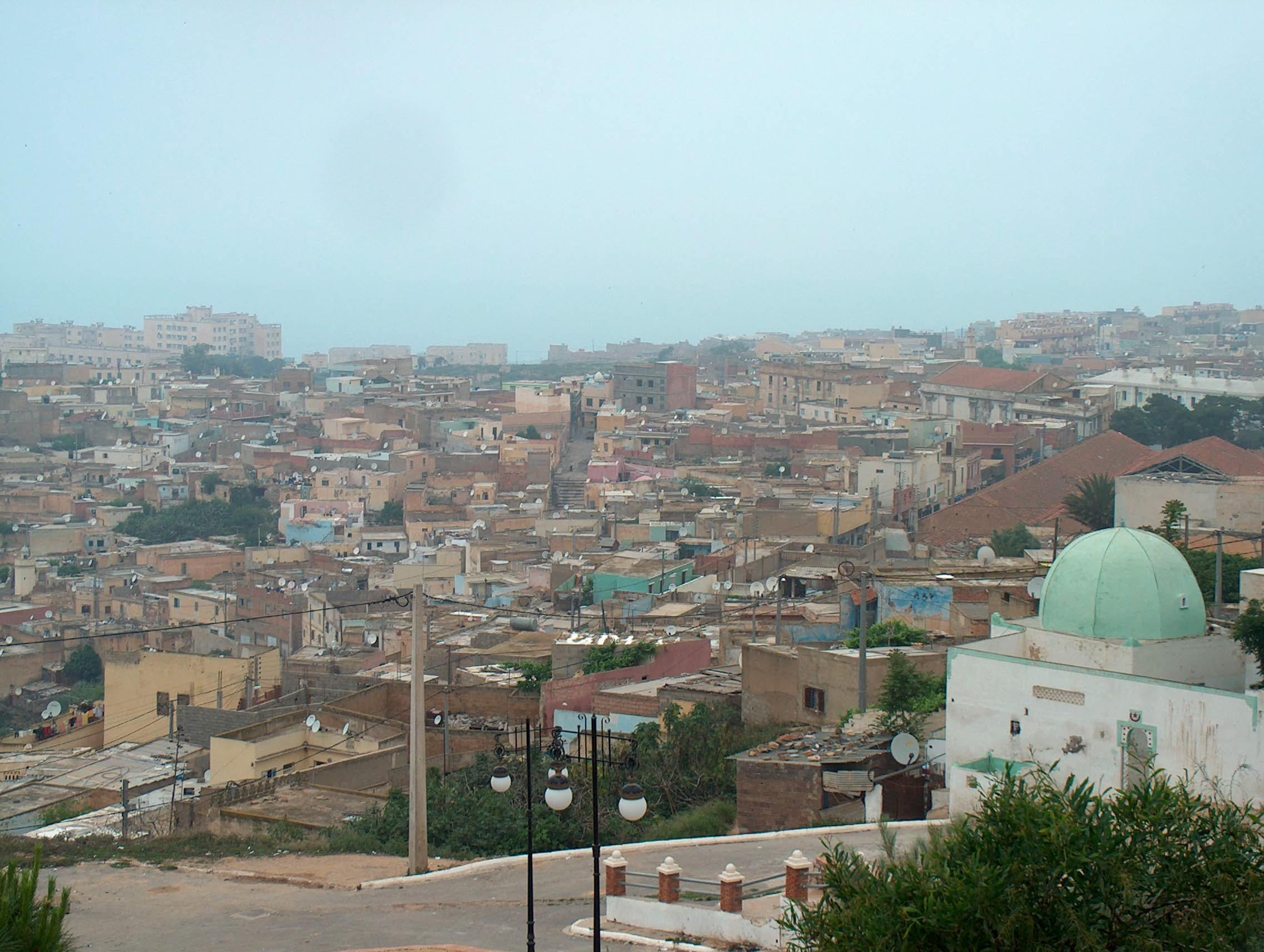
La vieille ville de Mostaganem

Né, d'après les registres, le 14 mars 1930 Mohammed Khadda est l'aîné de cinq enfants, deux mourant en bas âge. Il entre en 1936 à l'école indigène de Tigditt, quartier arabe de Mostaganem. En 1942, la famille fuyant la famine et partant à pied à Zemmora, il porte alors son frère sur ses épaules. La tante qui l'héberge n'étant pas moins misérable, c'est trois mois plus tard le retour à Mostaganem où il se trouve, après un plaidoyer de son père, repris à l'école. En 1943 il reçoit le diplôme qui donne accès au lycée. Il est temps pour son père qu'il trouve un travail mais son instituteur lui obtient un an de répit puis en 1944, Khadda ayant obtenu certificat d'études, le fait embaucher à l'imprimerie de l'« Aîn Sefra ». Il y commence à dessiner et faire des croquis pour les imprimés à réaliser. Le soir il fait de la reliure, lisant les livres qui lui sont confiés, Hafid, Djami, Omar Khayyam, Mohamed Abduh, Taha Hussein, Gide, André Breton, Cocteau. 
Autour de 1947 Khadda rencontre Abdallah Benanteur, s'inscrit à une école de dessin par correspondance, réalise ses premières aquarelles, puis des pastels et des peintures. Il approfondit son approche de la peinture aux hasards de ses rencontres dans les librairies et aux marchés aux puces. En 1948 il va rendre visite avec Benanteur à un ami hospitalisé au sanatorium de Rivet, aujourd'hui Meftah, et découvre le Musée des Beaux-Arts d'Alger où il voit longuement les toiles de Delacroix, Fromentin, Chassériau, Dinet, les sculptures de Rodin et de Bourdelle.
Le sentiment national progresse décisivement en cette époque. Khadda découvre ainsi la pensée de Ben Badis, adhère un moment à la Jeunesse de l'UDMA de Ferhat Abbas. Il a pour amis l'homme de théâtre Abderrahmane Kaki, Mohammed Tengour, qui milite pour le PPA indépendantiste de Messali Hadj, Mustapha Kaïd, acquis à l'idéal communiste. Il suit les cours d'arabe donnés dans un garage, bientôt fermé par la police, fréquente les ciné-clubs et élargit à travers les films de Cocteau et de Buñuel sa connaissance du surréalisme. Il va fréquemment voir à Oran les expositions de la galerie d'avant-garde « Colline » de Robert Martin. Il écrit des poèmes, s'essaie à la sculpture (pierre, plâtre et terre) et peint sur le motif avec Benanteur autour de Mostaganem.

### 1953-1963 - Paris
Khadda quittant en août 1953 l'imprimerie où il travaille depuis près de dix ans, les deux jeunes peintres embarquent à Oran pour Marseille, arrivent à Paris où ils visitent longuement musées et galeries, fréquentent le Studio des Ursulines et la Cinémathèque française, les théâtres et cabarets de jazz. Khadda trouve rapidement du travail dans des imprimeries, dessine le soir à l'Académie de la Grande Chaumière de Montparnasse. En 1954 il retrouve Mustapha Kaïd qui lui fait connaître le comédien Mustapha Kateb (premier directeur, après l'Indépendance, du Théâtre national algérien) et son cousin le romancier Kateb Yacine: ils forment pendant des années, selon les mots du peintre, « une joyeuse équipe ». Il croise également les romanciers Mohammed Dib et Malek Haddad, le peintre M'hamed Issiakhem, fait la connaissance en 1956 du poète Jean Sénac.
Ayant adhéré au Parti communiste algérien, dont il est exclu trois mois pour avoir réclamé « du temps pour peindre » et où il est considéré avec suspicion pour ses propos sur la peinture soviétique, Khadda milite pour l'indépendance de l'Algérie. Il expose en janvier 1955 au Salon de la jeune peinture présenté au Musée d'art moderne de la ville de Paris puis en juillet à celui des réalités nouvelles (auquel il participe encore en 1957 et 1958) et réalise sa première exposition personnelle en octobre 1961.
Auprès d'Andrée Clair, militante elle aussi, Khadda multiplie les rencontres, Édouard Pignon et Hélène Parmelin, Natha et Gildo Caputo. L'indianiste Madeleine Biardeau lui prête durant l'été son appartement dans lequel il peint et reçoit la visite de l'historienne de la philosophie Geneviève Rodis-Lewis qui lui achète plusieurs œuvres, tout comme Jeanne Coppel.
En 1959 Khadda épouse Claudine Lacascade, d'origine lilloise, venue en Algérie en 1956 comme institutrice, arrêtée pour aide aux combattants algériens, enfermée à la prison de Barberousse pendant deux ans, aux côtés d'Anna Gréki, puis celle de Beni Messous avant d'être expulsée. Après la naissance de leur fils Rachid, la famille s'installera à Vitry-sur-Seine, s'agrandira de deux filles, Safia et Hadya, mais se séparera sept ans plus tard. 

### 1963-1991 - Alger

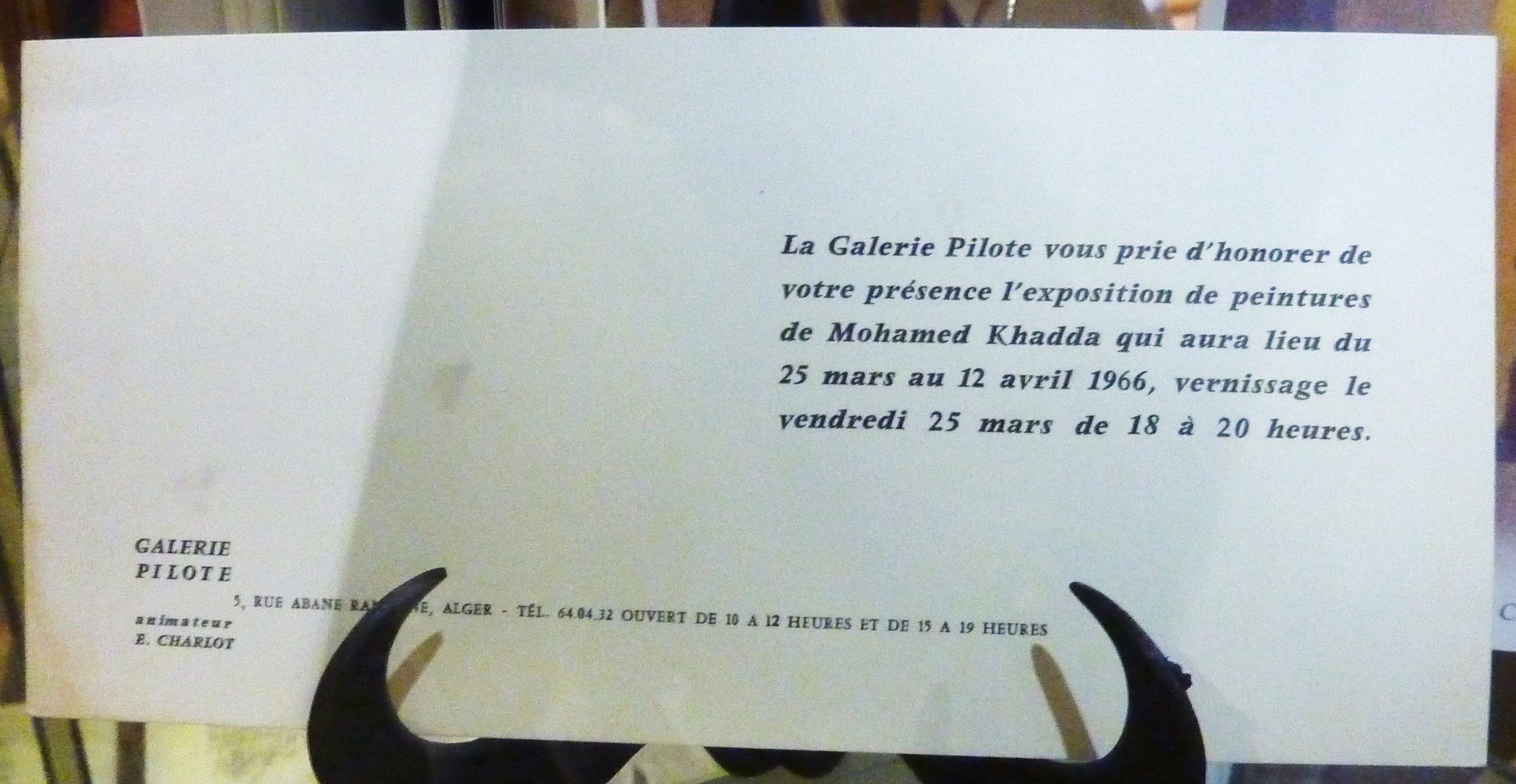
Invitation pour l'exposition de Khadda à Alger en 1966

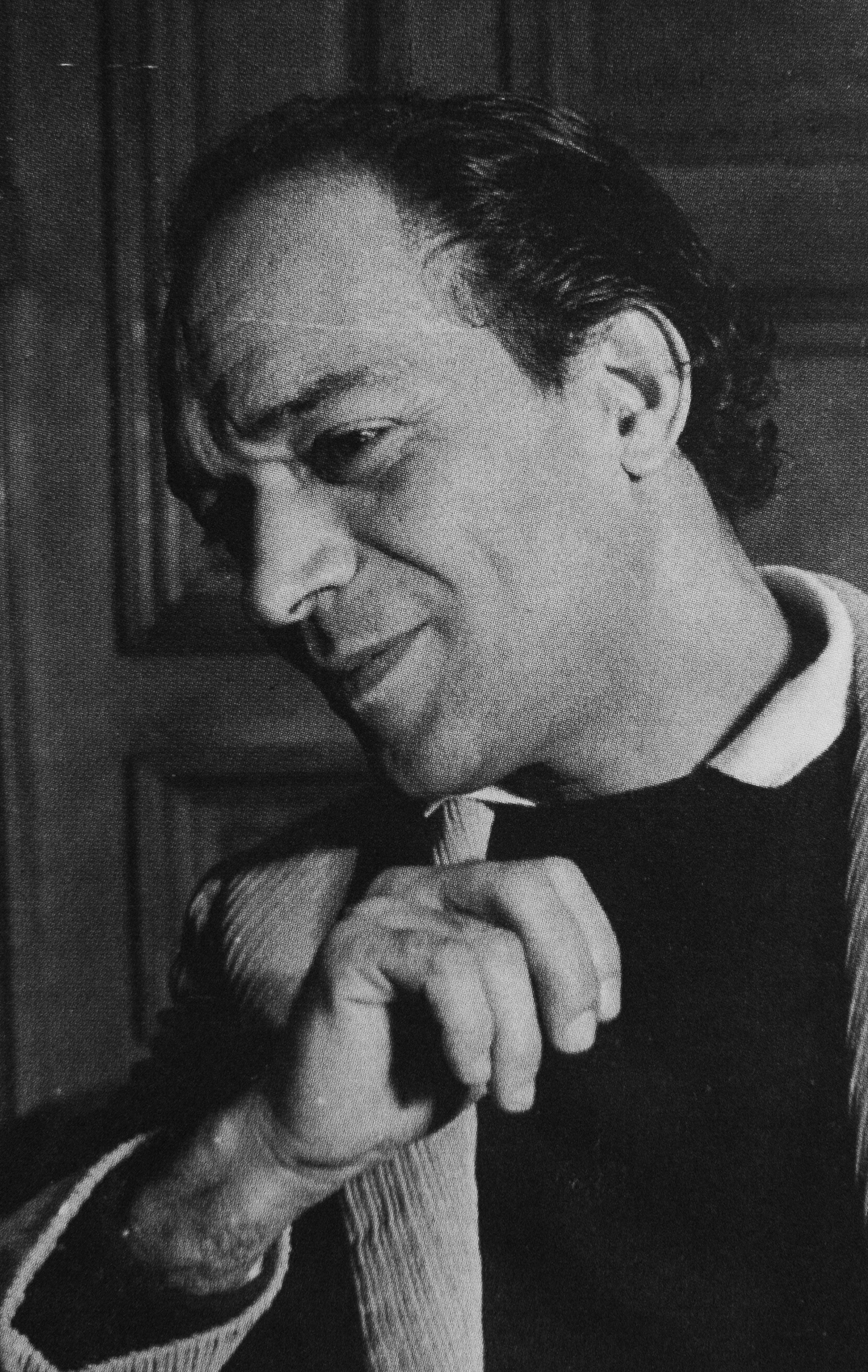
Khadda vers 1971

Mohammed Khadda rentre en 1963 en Algérie. « Un moment décisif de sa carrière s'est joué en 1963, quand il décidait de quitter Paris où il s'était établi depuis dix ans », note François Pouillon. « Il aurait pu y rester, et être compté dans cette école de Paris composée essentiellement de migrants. Il choisit le retour auprès des siens et c'est dans cet espace désormais qu'il déploie son activité d'artiste et de militant. (...) Il ne devait jamais reconsidérer cette décision, ni même formuler une autre histoire possible». Installé d'abord à Blida où il dirige pendant quelques mois une imprimerie, puis à Alger, il participe à l'exposition des Peintres algériens organisée la même année pour les « Fêtes du 1er novembre » et préfacée par Jean Sénac puis en 1964 à celle qui est présentée à Paris au Musée des arts décoratifs. Membre fondateur en 1964 de l'Union Nationale des Arts Plastiques dont il sera le secrétaire de 1972 à 1975, il y défend la peinture non figurative violemment dénoncée à cette époque. 
Khadda illustre en 1964 les couvertures des deux premiers numéros (avril-mai et juillet-août) de la revue culturelle Novembre, ainsi que deux recueils de poèmes, La Rose et l'ortie de Jean Sénac la même année, Pour ne plus rêver de Rachid Boudjedra l'année suivante. Il crée également des décors et costumes pour le Théâtre national algérien d'Alger en 1965 et le théâtre régional d'Oran (Abdelkader Alloula) en 1966. Khadda expose la même année à Alger à la galerie Pilote animée par Edmond Charlot qui publie la plaquette Éléments pour un art nouveau (Un acte de foi, par Anna Gréki; Pour un dialogue, par Mohammed Khadda). Sous le même titre Éléments pour un art nouveau, Khadda publiera en 1971 une introduction à l'histoire de l'art en Algérie depuis les fresques du Tassili n'Ajjer, l'art berbère de Kabylie et l'art arabe jusqu'aux premiers peintres algériens et le « nouveau souffle » de la génération suivante. 
Khadda ne cesse simultanément de poursuivre son activité de militant auprès du Parti de l'avant-garde socialiste (PAGS), fondé en janvier 1966 par Bachir Hadj Ali et dirigé par Sadek Hadjerès, qui reprend l'héritage du Parti communiste algérien interdit en 1962 par le président Ben Bella. Le PAGS ne sera jamais officiellement reconnu avant 1989. Après la prise du pouvoir par Houari Boumediène le 19 juin 1965, Bachir Haj Ali avait créé avec la gauche du FLN, l’« Organisation de la Résistance Populaire » (ORP). Il est en septembre arrêté et torturé dans les locaux de la Sécurité militaire à Alger. Transféré en novembre à la prison de Lambèse il écrit L’Arbitraire, qui décrit les tortures qu'il subit, et dont il conservera de graves séquelles, publié en 1966 aux Editions de Minuit. Libéré en 1968, Bachir Hadj Ali, assigné à résidence à Saïda puis Ain Sefra, interdit de séjour dans les grandes villes algériennes, ne regagnera Alger qu'en 1974. En 1968 Khadda dédie son tableau Torture ou Martyre (162 × 130 cm) à son camarade et ami. Il en reprend en 1969 le thème pour une estampe, Martyr (29 × 16,5 cm) et à l'occasion d'une exposition en 1970 de ses peintures à Alger consacre à Bachir Hadj Ali l'essentiel de la préface qu'il écrit sous le titre de Dédicace, pour Bachir.

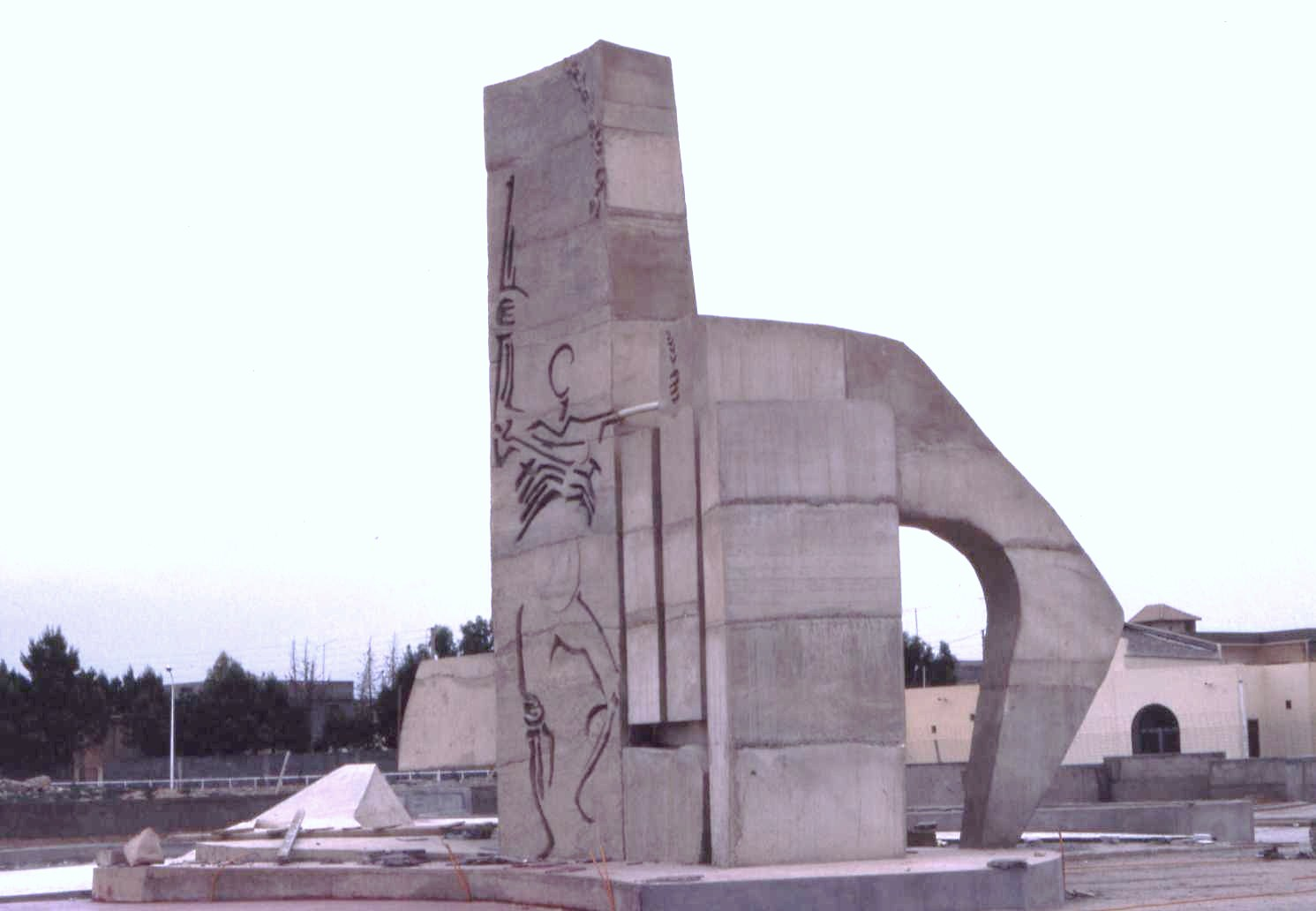
Le Monument aux martyrs à M'Sila en cours de réalisation

En 1968 Khadda rencontre Naget Belkaïd qu'il épouse, leur fille Jawida naissant en 1972. Après trois décennies dans les différents métiers de l'imprimerie il se consacre entièrement à son art, travaille entre 1973 et 1976 à la réalisation de plusieurs peintures murales collectives, accompagne de ses dessins, dans les années 1980, plusieurs recueils poétiques et rassemble en 1983 dans Feuillets épars liés la plupart de ses articles et préfaces. À partir de 1979 et jusqu'en 1981 la réalisation en béton du Monument aux martyrs (9 m × 25 m) de la ville de M'Sila, à l'aide de coffrages conçus sur le mode de creux et reliefs inversés, éloigne Khadda de la peinture. Il se tourne alors vers la gravure durant le temps limité que lui laisse son travail sur le chantier et met au point une technique particulière de « plombs gravés ». En 1983 un projet de sculpture et d'aménagement de l'espace pour le Centre Riadh El Feth d'Alger ne verra pas le jour.
Khadda participe en 1986 à l'exposition inaugurale des collections permanentes de l'Institut du monde arabe de Paris. En 1990 il préface un livre sur Mohamed Racim. Il œuvre simultanément à la constitution de sections algériennes de la Ligue des droits de l'homme et d'Amnesty International. En septembre-octobre et novembre 1990 deux expositions présentent à Alger ses aquarelles, gouaches et gravures (Galerie Squifa, poème de Tahar Djaout) puis ses peintures (Galerie Isma, poème de Francis Combes et texte de Michel-Georges Bernard. En décembre les médecins diagnostiquent que Khadda est atteint d'un cancer du poumon. Pour des examens complémentaires il est en janvier 1991 hospitalisé à Paris et opéré en février. Il regagne Alger en avril où il meurt le 4 mai et est enterré au Cimetière d'El Alia. 
Après sa disparition de nombreuses expositions des œuvres de Khadda ont été organisées en Algérie et en France, notamment au Château de Saint-Ouen et au Forum culturel du Blanc-Mesnil (1994), à l'Institut du monde arabe de Paris (1996), au Musée national des beaux-arts d'Alger et au Centre Culturel Algérien de Paris (2001), à l'UNESCO à Paris (2003), au Musée national des beaux-arts d'Alger (2006), à la Fondation Bullukian à Lyon (2008), à la galerie Racim à Alger (Khadda affichiste, 2010), au musée d'art moderne et contemporain d'Alger, MaMa (2011), au musée d'art et d'histoire de Belfort (Khadda, Les casbahs ne s'assiègent pas, 2012-2013).
En octobre 2017 un classement par arrêté ministériel concerne la maison de Khadda, située au n°3 passage Ammar Cherif (ex Calmels) à Alger, qui fait partie du patrimoine culturel protégé.

## L'œuvre

### 1947-1953 – Peintures figuratives

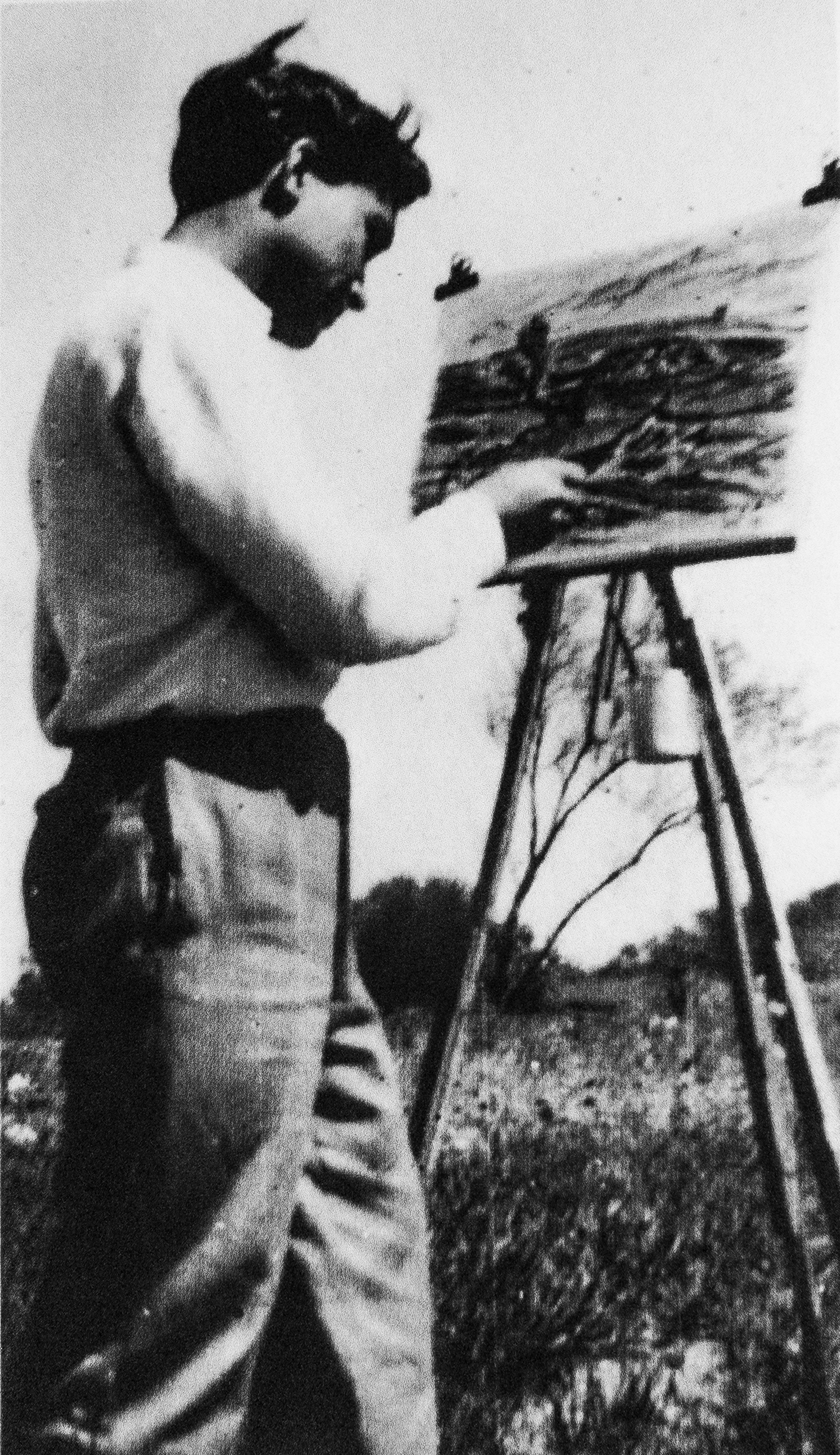
Khadda vers 1947, Mostaganem

Autour de 1947 Khadda réalise ses premières peintures. « Quand je me suis acheté les premières palettes, je n'avais pas vraiment d'idées précises : à l'époque j'admirais terriblement Michel-Ange (…) et puis Rembrandt (…) On n'avait accès à rien du tout. Qu'un livre où il y ait des Rembrandt ou des Michel-Ange se trouve entre tes mains c'était une chance inouïe ; j'avais dû tomber dessus aux puces », confiera-t-il. A Mostaganem où il vit, « il n'y avait pas de musée. Mais, comme dans toutes les petites villes, il y avait toujours des gens qui faisaient une peinture exotique, avec des mosquées, des chameaux et des personnages en djellabah, qui avait toujours beaucoup de succès ». En 1948 l'occasion d'un voyage à Alger lui permet de visiter le musée : « Il n'y avait pas beaucoup de peintures modernes mais j'ai vu des Delacroix, il devait y avoir un ou deux Marquet ». Mais Khadda va fréquemment voir les expositions de la galerie d'avant-garde Colline animée par Robert Martin à Oran. Avec un vieux burin il s'essaie à sculpter la pierre, travaille le plâtre et la terre. En compagnie de son ami Benanteur il va peindre sur le motif dans les environs de Mostaganem.
À Mostaganem seules de lointaines rumeurs leur parviennent des mutations qui se sont succédé en peinture depuis le début du siècle : « Cézanne nous intriguait, la subversion des modernes nous fascinait et nous effrayait à la fois, l'intrusion d'un ailleurs proche – motifs d'Afrique et d'Orient - nous interpellait déjà. (...) Nous allions, en fin de semaine, Abdellah et moi, à la recherche du "sujet" : quelque rare verdure. Nos randonnées nous menaient le plus souvent au pied du Dahra. Montagnes basses et fauves, cuirassées de leurs maquis et de leurs genêts. Elles descendent lentement vers la mer, s'affalent et s'effritent au bord de l'eau. (…) Nous sommes sur le méridien zéro. (…) Nos relations ont été déterminantes dans l'orientation de nos futurs itinéraires. Nous nous soutenions l'un l'autre et les découragements étaient nombreux dans cette petite ville fermée sur elle-même ». 

### 1954-1963 - Ressourcement
Installé à Paris en 1953, c'est dès l'année suivante que Khadda se détache de la figuration. Si ses aquarelles précédentes, parmi lesquelles Nu à la chaise (XII-1953) Les Quais(1953), Nature morte (1953), et Deux nus (II-1954), conservées au musée d'Alger, s'inscrivent dans une libération cubiste du motif par l'épuration des formes et l'invention de la couleur, ocres et bleus éteints, émeraudes et pourpres, Saisons II (1954), à travers l'enchevêtrement des surfaces qu'articule la vivacité du trait, rompt avec tout lien naturaliste. Un graphisme plus délié assure la composition des aquarelles sablées et nacrées des années suivantes, Scène (1956), Nu dans l'herbe ou Nu dans les ronces (1960), où la silhouette humaine se dissout au milieu des mailles des arabesques. 
Attentif à l'évolution de l'art européen -  « à la faveur de ce formidable entrechoc de civilisations que l'impérialisme naissant avait provoqué » -, Khadda découvre que de grands peintres occidentaux, au-delà de l'intérêt des cubistes pour l'art africain des masques, s'inspirent d'éléments de la culture arabe :  « que Matisse usait élégamment de l'arabesque, que l'admirable Paul Klee  était ébloui par l'Orient, que l'américain Mark Tobey reprenait les signes de l'Extrême-Orient, que Piet Mondrian refaisait, à son insu, les carrés magiques du Koufi ». « Dans l'Occident, que nous rejetions, nous allions découvrir nos propres racines », résumera-t-il. Dans la voie de ce ressourcement, la nécessité s'impose peu à peu à Khadda de s'appuyer sur les éléments plastiques de la graphie arabe. 
« Si la peinture figurative apparaît comme l'expression normale, c'est le résultat du phénomène de déculturation. La colonisation a fait oublier à tout un peuple sa véritable culture. Car l'art de l'Islam est un art non-figuratif par excellence. (...) En rejetant la figuration au profit d'une stylisation, d'une abstraction de plus en plus poussée, à l'inverse de la plastique antique qui percevait plutôt l'aspect extérieur des choses, l'Islam a produit un art métaphysique d'où est exclue l'anecdote », écrit Khadda en 1972, et une décennie plus tard : « Notre peuple préalablement mis en condition adopta la vision du colonisateur au détriment de la sienne qui s'estompa et dont il perdit peu à peu la mémoire. On mesurera l'importance des saccages et la persistance des séquelles si l'on songe qu'il se trouve encore, de nos jours, des personnes pour affirmer que l'art non-figuratif est étranger à notre culture alors que dans l'art arabo-musulman la figure est quasi inexistante ». Ou plus lapidairement encore :  « S'il y a à parler d'abstraction dans l'art, c'est vraiment dans les pays musulmans ».
Dans les années suivantes son abstraction s'appuie sur les éléments plastiques de la graphie arabe. Ses Alphabets libres feront de lui l'un des fondateurs de ce que l'on nommera après Jean Sénac « l'École du Signe ».

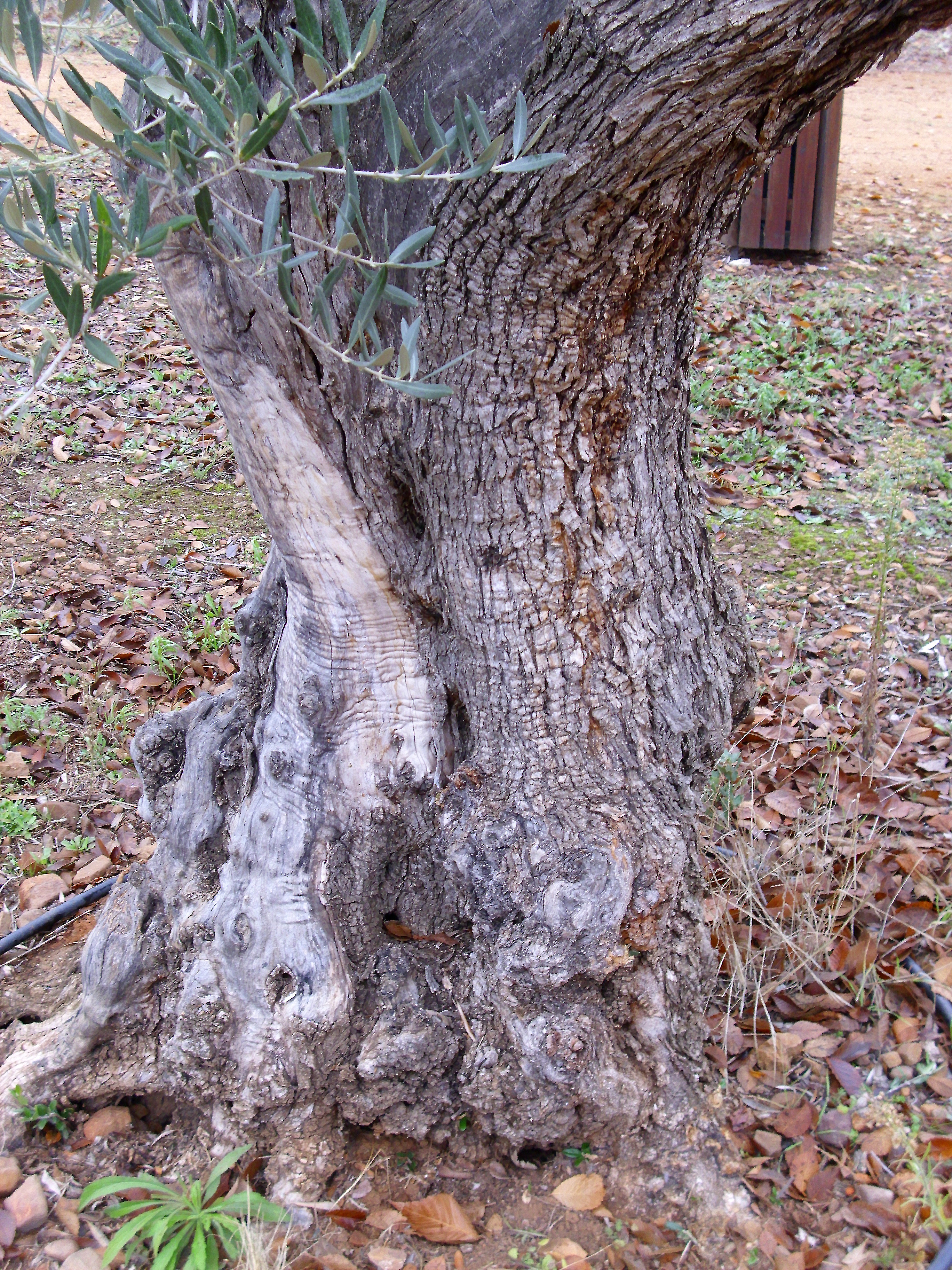
Olivier. Très nombreuses sont les peintures de Khadda qui s'inspireront du graphisme de son tronc et de ses branches

Au début des années 1960 les tracés noueux qui structuraient ses paysages non figuratifs se contractent et se réarticulent, à partir de 1967, autour du thème de l'Olivier qui, déclare-t-il alors, est « à la naissance des signes et de l'écriture » qu'il propose.
Ces signes, par la suite, vont d'une part se différencier en une continuelle expansion et lui permettre d'épeler toujours d'autres chiffres, comme on a dit à son propos, du « grand livre du visible », des failles de la pierre au vol de l'oiseau, des méandres de l'oued à la Calligraphie des algues. Ils vont d'autre part, comme poursuivant plus loin leur cristallisation, se déployer librement dans leur espace propre. 
Découverte de l'écriture du monde et exploration du monde de l'écriture demeureront ainsi dans son œuvre indissociablement liées en deux cheminements complémentaires, chacun retentissant à mesure sur l'autre, qui ne cesseront de rapprocher par degrés le peintre, en une quête unique, des sources mêmes du Signe.
Dans les années 1980 Mohammed Khadda ancre davantage son cheminement sur la Lettre. « Je n'ai jamais employé la Lettre pour la Lettre », précise-t-il, « dans mes peintures ou mes gravures, on retrouve un peu la forme des lettres, les formes parce que je me refuse à employer la Lettre arabe telle quelle ».
Ses peintures ne se saisissent jamais, en effet, d'une écriture achevée, « inscrite » déjà, mais donnent à éprouver l'élan d'une écriture originairement « inscrivante ». Explorant librement ses gestes, en amont des conventions qui les codifièrent dans l'avènement des premiers alphabets, Khadda se fait, a-t-on dit, « l'archéologue du possible ».

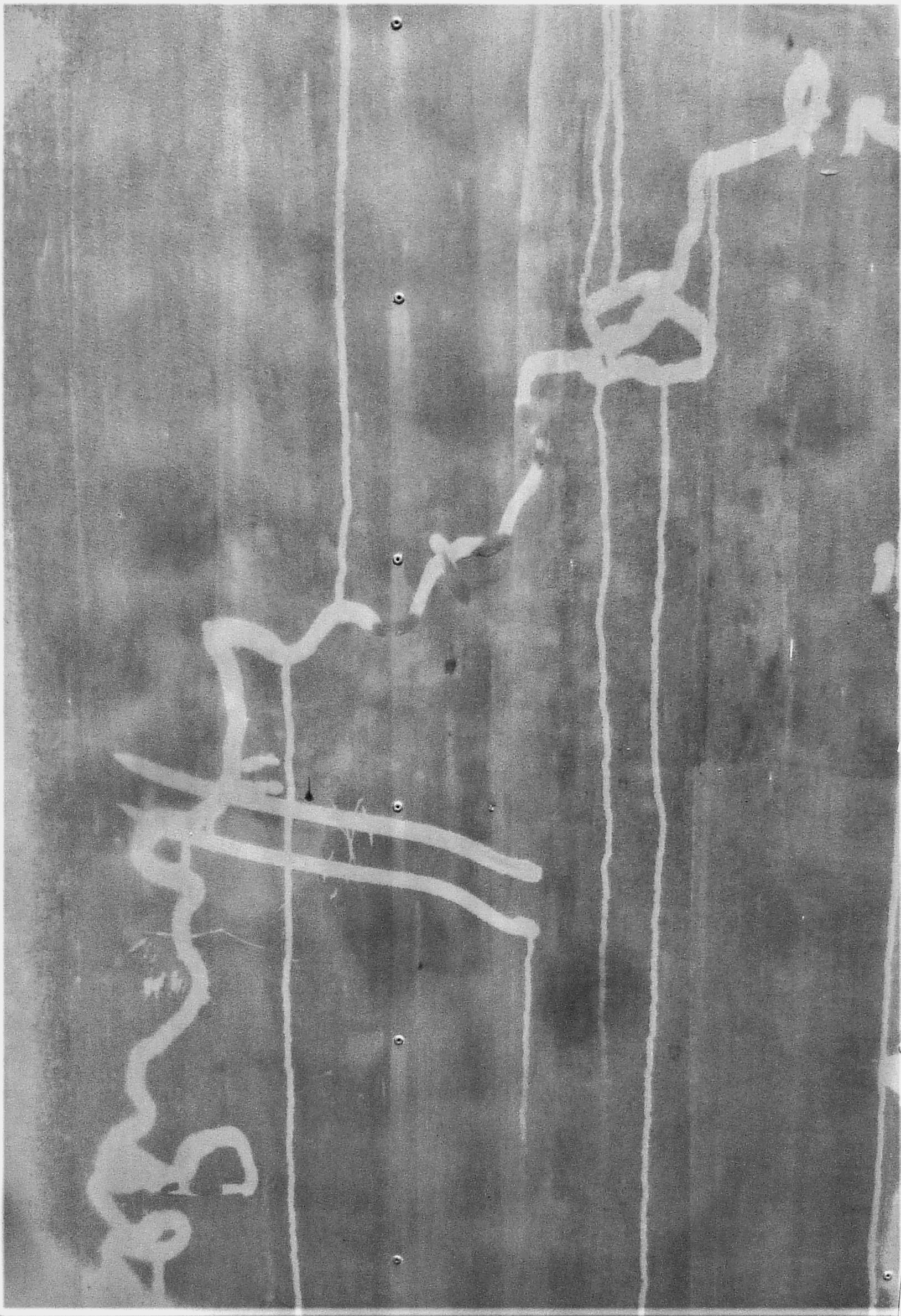
Comparables aux graphismes de Khadda, ruissellements d'humidité sur un portail.

## Réception de la critique
« Pour avoir su de nouveau faire être le charme de l'élémentaire, il a fallu que Khadda fût un magicien. Il fut, dirais-je, plutôt un géomancien, celui qui lit les signes dans le sable et qui, surtout, commence par les y tracer.(...) Mais ni passé, ni présent, ni avenir : dans les toiles, les dessins de Khadda, se donne à lire ce qui, éternel, confond en lui passé, présent et avenir. »
Mohammed Dib, 1994

## Musées

### Algérie
- Musée National des Beaux-Arts d'Alger : 
  - Hommage à Maurice Audin, 1960, huile sur toile, 195 × 130 cm
  - Totem, 1959, huile sur toile, 60 × 120 cm
  - Bivouac, 1961, huile sur toile, 89 × 116 cm
  - Alphabet libre, 1964, huile sur toile, 100 × 81 cm
  - Dahra, 1961, huile sur toile, 60 × 120 cm
  - J'ai pour totem la paix, 1970, huile sur toile, 116 × 81 cm
  - Les Casbahs ne s'assiègent pas, 1960-1982, huile sur toile, 122 × 244 cm
  - Le volontaire, 1968, huile sur toile, 181 × 130 cm
  - Sans titre, huile sur toile, 73 × 60 cm
  - Sans titre, huile sur toile, 92 × 73 cm
  - 31 aquarelles
  - 89 gravures[20].

- Musée public national d’Art moderne et contemporain d’Alger

### Émirats arabes unis
- Sharjah, Barjeel Art Foundation : 
  - Ils tissent des barbelés, 1977, 55 × 46 cm

### France
- Paris, Institut du monde arabe: 
  - Kabylie, 1960, huile sur toile, 114 × 162 cm
  - Psalmodie pour un olivier, 1977, huile sur toile, 65 × 92 cm (Donation Claude et France Lemand)
  - Sahel sous le vent, 1989, huile sur toile, 65 × 89 cm (Donation Claude et France Lemand)
  - Afrique avant 1, 1963, huile sur toile, 65 × 81 cm Donation Claude et France Lemand)
  - 35 gravures

### Liban
- Beyrouth, Dalloul Art Foundation : 
  - Roches et ronces, 1986, huile sur toile, 130 × 162 cm
  - Réminiscence, 1988, huile sur toile, 113,5 × 145,5 cm
  - Carrefour, 1989, huile sur toile, 116 × 89 cm
  - Palimpseste, 1989, huile sur toile, 101,5 × 81 cm
  - Les Remparts de Koufa, 1989, huile sur toile, 87 × 129,5 cm
  - Martyr, 1969, lithographie n°5/20, 47,5 × 32,5 cm

## Réalisations monumentales

### Peintures murales
- 1973 : Peinture murale collective (Mohammed Khadda, Denis Martinez, Zerrouki Boukhari, Mohamed Benbaghdad), Maamora, Wilaya de Saïda[21].
- 1975 : Peinture murale, Village agricole de Guelta Ez-Zerga, commune de Sour El-Ghozlane, Wilaya de Bouira.
- 1976 : Peinture murale collective (Mohammed Khadda, Denis Martinez, Ali Silem, Oussama) pour les travailleurs de l'Office National des Ports d'Alger[22].
- 1980 : Icare dominant le monde, peinture murale, (97 × 240 cm), salle de conférences de l’ONRS (Office national de la recherche scientifique), Ministère de l'Enseignement supérieur, Alger.

### Sculptures
- 1981 : Monument aux martyrs, M'Sila (9 m × 25 m).
- 1983 : Projet de sculpture et d'aménagement de l'espace, Centre Riadh El-Feth, Alger.

### Tapisseries
- 1983 : Tapisserie pour le Press Hall de l'Aéroport international Roi-Abdelaziz, Djeddah, Arabie saoudite

pour l'aéroport international King Khaled, Ryadh.
- 1990 : Haltes à l'orée du Sud, tapisserie pour le décor de Rak khouya ou ana chkoune? (Tu es mon frère et moi qui suis-je?), pièce de Slimane Benaïssa (2 m × 3 m).

### Décors et costumes de théâtre
- 1965 : Les chiens de Tom Bulin, adaptation et mise en scène de Hadj Omar, Théâtre national d'Alger.
- 1966 : Numance de Cervantès, adaptation et mise en scène d’Abdelkader Alloula, Théâtre régional d'Oran (reprise en 1969).
- 1974 : Bni Kalboun d’Abderrahmane Kaki, Théâtre national d'Alger.
- 1990 : Rak khouya ou ana chkoune? de Slimane Benaïssa, Salle Ibn Khaldoun, Alger.

## Livres illustrés par Khadda
- 1964 : Jean Sénac, La Rose et l'ortie, Cahiers du Monde Intérieur, Paris (7 ardoises, 4 dessins; 2000 exemplaires numérotés).
- 1965 : Rachid Boudjedra, Pour ne plus rêver, SNED, Alger (6 dessins); réédition, SNED, Alger, 1980.
- 1967 : Kaddour M'Hamsadji, Le Coq du bûcheron, conte, SNED, Alger (couverture et 6 illustrations non signées) [le nom de Khadda ne figure pas dans l'ouvrage].
- 1979 : Michel-Georges Bernard, D'après les signes, Les plombs gravés de Khadda, Alger (500 exemplaires dont 150 illustrés d'une gravure, épreuve d'état).
- 1979 : Michel-Georges Bernard, D'après les pierres, L'Orycte, Sigean (6 dessins; 160 exemplaires numérotés).
- 1980 : Bachir Hadj Ali, Actuelles - partitions pour demain, L'Orycte, Sigean (13 dessins; 160 exemplaires numérotés).
- 1981 : Habib Tengour, La Nacre à l'âme, L'Orycte, Sigean (4 dessins; 160 exemplaires numérotés).
- 1982 : Tahar Djaout, L'Oiseau minéral, L'Orycte, Sour El Ghozlane (15 dessins; 160 exemplaires numérotés).
- 1983 : Sid Ahmed Bouali, La princesse et l 'oiseau, ENAL, Alger (17 illustrations).
- 1984 : Michel-Georges Bernard, Sous le signe du matin, L'Orycte, Paris (6 dessins; 160 exemplaires numérotés).
- 1986 : Bachir Hadj Ali, Soleils sonores, Alger (6 dessins, 3000 exemplaires).
- 1988 : Michel-Georges Bernard, D'après les pierres, Paris (13 aquarelles; exemplaire unique).
- 1989 : Jean-Claude Villain, Le Schiste des songes, Éditions Telo Martius, Toulon (2 dessins)
- 1994 : Michel-Georges Bernard, D'après l'instant, L'Orycte, Paris (7 dessins; 160 exemplaires).

Des œuvres de Khadda ont illustré de nombreuses couvertures de livres (notamment de Malek Alloula, Rachid Boudjedra, Mohammed Dib, Benamar Mediene, Tahar Ouettar, Abrous Toudert...) et de revues (notamment Littérature algérienne, « Europe » no 567-568, Paris, juillet-août 1976; Hommage à Kateb Yacine, « Kalim » no 7, Alger, 1987; Créative Algérie, « Phréatique » no 51, Paris, 1989; Expressions algériennes, « Impressions du Sud » no 27-28, Aix-en-Provence, 1991...)

## Publications de Khadda
- Éléments pour un art nouveau  (Un acte de foi, par Anna Gréki; Pour un dialogue, par Mohammed Khadda), Alger,  Galerie Pilote (Edmond Charlot), 1966. Anna Gréki et Mohammed Khadda, Souvenirs dans le vertige, présentation de Naget Khadda, El kalima éditions, collection Petits inédits maghrébins, Alger, 2018.
- Éléments pour un art nouveau, Alger, SNED, 1972.
- La maison des jumeaux, poème et 10 aquarelles originales, exemplaire unique, M'Sila, novembre 1980.
- Feuillets épars liés, Alger, SNED, 1983.
- Khadda, textes et illustrations de l'artiste, Alger, Éditions Bouchène, 1987.
- Éléments pour un art nouveau suivi de Feuillets épars liés et Inédits, Alger, Éditions Barzakh, 2015  (ISBN 9789931325635)

## Entretiens
- 1965 : Khadda, propos recueillis par M. O'Lahsen, dans Révolution Africaine n° 107, Alger, 13 février.
- 1965 : Rencontre avec Mohammed Khadda, dans El Moudjahid, Alger, mars.
- 1970 : Le peintre, l'œuvre et le public, propos recueillis par Malek Alloula, dans Algérie-Actualité, Alger, 22-28 février.
- 1973 : Khadda, L'artiste ne vivra plus en marge, propos recueillis par Mohamed Benbaghdad, dans El Moudjahid Culturel, Alger, 7 juillet.
- 1974 : Khadda, Éclairer les murs aveugles, propos recueillis par Sara Mouhoub, dans El Moudjahid Culturel, Alger, 17 mai.
- 1978 : Khadda, Réhabiliter le sérieux, propos recueillis par Kheiredine Ameyar, dans Algérie-Actualité n° 678, Alger, 12-18 octobre.
- 1978 : Khadda, propos recueillis par M. Lezzoum (en arabe), dans Ech Chaab, Alger, 21 novembre.
- 1983 : Entretien avec Khadda, Peindre sérieusement, propos recueillis par Ali El Hadj-Tahar, dans El Moudjahid, Alger, 27 mars.
- 1985 : Khadda, l'homme qui ne laisse rien au hasard, propos recueillis par N. Djaïdir, dans Révolution Africaine, Alger, 15 avril-1er mai.
- 1985 : Le chant du signe, propos recueillis par Abdelkrim Djilali, dans Algérie-Actualité n° 1020, Alger, 2-8 mai.
- 1986 : Mohammed Khadda, itinéraire d'un peintre, propos recueillis par Valérie Labridas, dans Grand Maghreb n° 46, Paris, 3 février.
- 1986 : Khadda, le merveilleux de chez nous, propos recueillis par Valérie Labridas, dans Actualité de l'émigration, Paris, 26 février.
- 1986 : À bâtons rompus avec Khadda, propos recueillis par Ali El Hadj-Tahar, dans Révolution Africaine, Alger, 20-26 juin.
- 1987 : Une histoire de décolonisation, propos recueillis par Moulay B., dans Actualité de l'émigration n° 102, Paris, 1er-7 octobre.
- 1988 : Khadda, expositions de la maturité, entretien réalisé par Habib Tengour, dans Révolution Africaine, Alger, 12 février.
- 1989 : Le peintre du terroir, entretien avec Mohammed Khadda, propos recueillis par Moulay B., dans Actualité de l'émigration, Paris, 23 novembre-7 décembre.
- 1990 : Mohammed Khadda, peintre de la continuité, propos recueillis par Maïa Gallati,dans Algérie-Actualité n° 1306, Alger, 25-31 octobre.

Plusieurs entretiens avec Khadda ont été diffusés sur Chaîne 3 de la Radiodiffusion télévision algérienne, notamment dans l'émission Retour d'Écoute de Farid Mammeri (15 mars 1981, 6 mai 1981, juin 1981).

### Bibliographie

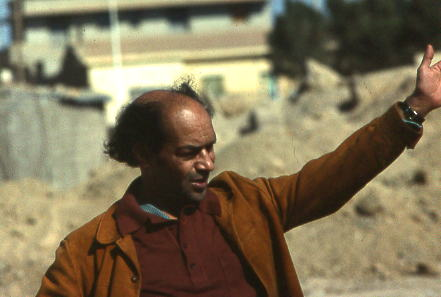
Mohammed Khadda en 1980

#### Monographies
- Khadda (8 dessins de Khadda, textes de Merzak Bagtache, Rabah Belamri, Jamel Eddine Bencheikh, Abdelhamid Benhedouga, Michel-Georges Bernard, Rachid Boudjedra, Mohammed Dib, Tahar Djaout, Nabile Farès, Moncef Ghacem, Amine Khan, Djilali Khellas, Abdellatif Laabi, Jean Pélégri, Habib Tengour, Hamid Tibouchi, Jean-Claude Villain), L'Orycte, Paris, 1992.
- Khadda, du méridien zéro à l'infini du possible (textes de Boualem Souibes, Naget Belkaïd, Malika Bouabdellah, Zineb Ali Benali, Youssouf Amine Elalamy, Paul Siblot, Nourredine Saadi, Soumya Ammar Khodja, Michel-Georges Bernard, François Pouillon, Ammar Allalouche, Yves-Michel Bernard, Mansour Abrous), Beaux-Arts no 1, Alger, Musée National des Beaux-Arts, 1994.
- Michel-Georges Bernard, Khadda, Alger, ENAG Éditions, 2002, 262 p..

#### Catalogues d'expositions particulières
- Khadda (textes de M. I. Abdoun, Malek Alloula, Naget Belkaïd, Michel-Georges Bernard, Rachid Boudjedra, Anna Gréki, Bachir Hadj Ali et Jean Sénac), Musée national des beaux-arts d'Alger, 1983.
- Aquarelles de Khadda (textes de Michel-Georges Bernard, Habib Tengour, Mohammed Khadda), Alger, Galerie M'hamed Issiakhem, Office Riadh El-Feth, 1986, 62 p.
- Khadda, peintures (poème de Francis Combes, texte de Michel-Georges Bernard), Alger, Galerie Isma, Riadh El Feth, 1990.
- Khadda, (texte de Michel-Georges Bernard), Centre culturel algérien, Paris, 1992.
- Khadda, collection du Musée National des Beaux-Arts d'Alger, 1992.
- Khadda, 1930-1991 (introduction de B. Epin, textes de M.-G. Bernard, M. Dib et P. Siblot, témoignages de P. Balta, D. Brahimi, R. Fayolle, M. Gadant, F. Madray-Lesigne, F. Liassine, C. et M. Touili, G. Rodis-Lewis), Château de Saint-Ouen, 1994; Forum culturel du Blanc-Mesnil, 1995.
- Mohammed Khadda, La Paix pour alphabet, textes de Jamel Eddine Bencheikh, Martine Sagaert, Marc Sagaert, Institut Français de Barcelone, 1995; Domaine départemental du Château d'Ô, Montpellier, 1996.
- Khadda, textes de Brahim Alaoui, Khadda, Jamel Eddine Bencheikh, Malika Dorbani Bouabdellah, Martine et Marc Sagaert, Michel-Georges Bernard, Paris, Institut du monde arabe, 1996  (ISBN 2-906062-89-8).
- Mohammed Khadda, 1991-2001 (préface de D. Mahammed-Orfali, texte de Michel-Georges Bernard), Alger, Musée national des beaux-arts d'Alger, 2001.
- Khadda, dix ans après (préfaces de Naget Belkaïd-Khadda et Michel-Georges Bernard), Paris, Centre Culturel Algérien, 2001.
- Khadda (texte de Michel-Georges Bernard), Paris, UNESCO, 2003.
- Mohammed Khadda, Florilège (textes de Khalida Toumi, Dalila Orfali-Mahammed, Naget Khadda et nombreux extraits), Alger, Musée national des beaux-arts d'Alger, 2006.
- Khadda affichiste (texte de Khadda), Alger, Bibliothèque nationale d'Algérie, 2006.
- Mohammed Khadda, Le précurseur, Lyon, Fondation Bullukian et galerie Françoise Souchaud, 2008.
- Khadda affichiste, Alger, galerie Mohammed Racim, 2010.
- Hommage à Mohammed Khadda, Alger, Musée national d'art moderne et contemporain, 2011.
- Les casbahs ne s'assiègent pas, Hommage à Mohammed Khadda (textes de Naget Khadda, Denise Brahimi, Seloua Luste Boulbina, Paul Siblot, Nicolas Surlapierre...), Belfort, Musée d'art et d'histoire, 2012.
- Khadda, Actuelles partitions pour tous les jours, Alger, Musée national des beaux-arts, 2016.

#### Catalogues d'expositions collectives
- Peintres algériens, préface non signée de Jean Sénac, salle Ibn Khaldoun, Fêtes du 1er novembre, Alger, 1963
- Peintres algériens, textes d'Edmond Michelet et Mourad Bourboune, musée des arts décoratifs de Paris, Paris, 1964 (œuvres exposées : Bivouac, 1961, Alphabet libre et Moissons, 1963).
- Algérie, expressions multiples, (Baya, Issiakhem, Khadda), avant-propos de Henri Marchal, introduction de Kateb Yacine, textes de Jean Pélégri, Jean de Maisonseul, Benamar Mediène et Michel-Georges Bernard, Paris, Cahiers de l'ADEIAO no 5, 1987  (ISBN 2-906267-04-X).
- Les effets du voyage, 25 artistes algériens, (textes de Fatma Zohra Zamoum, Ramon Tio Bellido, Michel-Georges Bernard et Malika Dorbani Bouabdellah), Palais des Congrès et de la Culture, Le Mans, 1995  (ISBN 2950969801).
- Peintres du Signe - Mesli, Martinez, Baya, Khadda, Koraïchi, Samta Ben Yahia, Silem, Sergoua, Mohand, Yahiaoui, Tibouchi, (textes de Pierre Gaudibert, Nourredine Saadi, Michel-Georges Bernard et Nicole de Pontcharra), Fête de l’Humanité, La Courneuve, 1998 (exposition itinérante).
- Algérie, Lumières du Sud, (Khadda, Guermaz, Aksouh), textes de Pierre Rey et Michel-Georges Bernard, Paris, Cahiers de l'ADEIAO no 20, 2002.  (ISBN 2-906267-21-X).

#### Articles
- Le droit à la mémoire; Mohammed Dib, la grande maison de l'écriture, Mohammed Khadda, l'aventure du signe (textes de Jamel Eddine Bencheikh, Abdelmadjid Kaouah, Hervé Sanson, Jean-Claude Villain, Denise Brahimi, Naget Belkaïd, Michel-Georges Bernard, Mohammed Dib), Horizons maghrébins no 37-38, Toulouse, Université Toulouse Le Mirail, 1999.

#### Ouvrages généraux
- Dalila Mahhamed-Orfali, Chefs-d'œuvre du Musée national des beaux-arts d'Alger, Alger, 1999 (reproduction : Alphabet libre, no 74)
- Mansour Abrous, Les artistes algériens, Dictionnaire biographique, 1917-1999, Alger, Casbah éditions, 2002.
- Jean Sénac, Visages d'Algérie, Regards sur l'art, Paris, Paris-Méditerranée et Alger, EDIF 2000, 2002  (ISBN 2-84272-156-X).
- Arte contemporanea del Nord Africa, dans Africa e Mediterraneo, no 43-44, Bologne, 2003.
- Signes d'Algérie, Les Méditerranées, Arearevue, no 5, Paris, 2003.
- Tahar Djaout, Une mémoire mise en signes, Écrits sur l'art, textes réunis par Michel-Georges Bernard, Préface de Hamid Nacer-Khodja, El Kalima Éditions, Alger, 2013 (p. 39-45; éléments de biographie, p. 170-171)
- François Bogliolo, Jean-Charles Domens, Marie-Cécile Vène, Edmond Charlot, catalogue raisonné d'un éditeur méditerranéen, Pézenas, éditions Domens, 2015, 432 p. (p. 344-345)  (ISBN 978-2-35780-065-6)